# Kyle (Teksas)

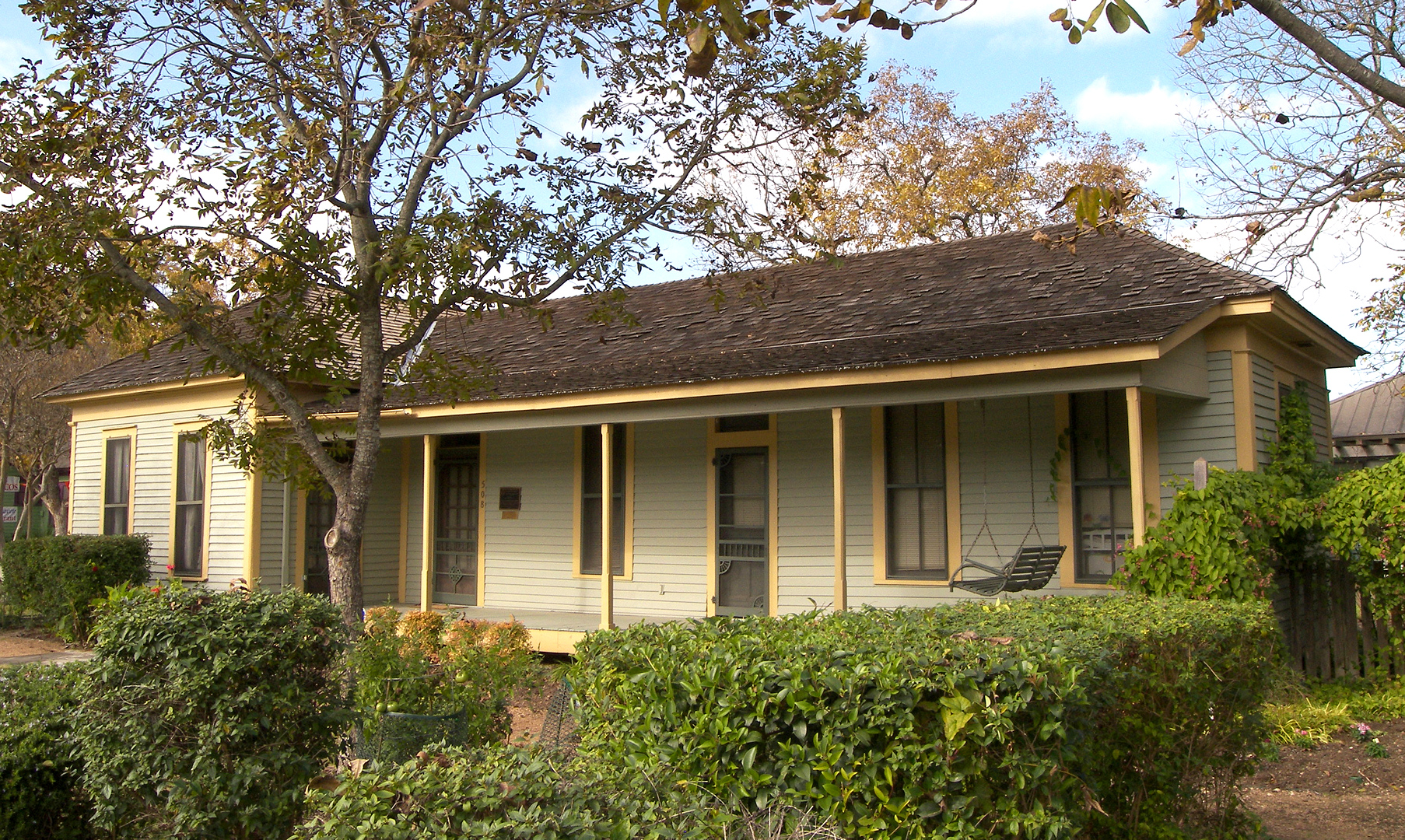
Dom Katherine Anne Porter

Kyle – miasto w Stanach Zjednoczonych, w stanie Teksas, w hrabstwie Hays. Nazwane na cześć założyciela – miejscowego polityka i żołnierza z czasów wojny secesyjnej, Fergusa Kyle'a. W 2021 roku przekroczyło 50 tys. mieszkańców i jest jednym z najszybciej rozwijających się miast Teksasu.
Zdobywczyni Nagrody Pulitzera, Katherine Anne Porter, w dzieciństwie mieszkała w Kyle, osadzając tam akcję części ze swoich utworów. Dom, w którym mieszkała, został przekształcony w muzeum i centrum literackie.

## Demografia
Według przeprowadzonego przez United States Census Bureau spisu powszechnego w 2020 miasto liczyło 45 697 mieszkańców, co oznacza wzrost o 63,1% w porównaniu do roku 2010. Natomiast skład rasowy w mieście wyglądał następująco: Biali 68,8%, rasy mieszanej 20,5%, Afroamerykanie 5,8%, Azjaci 1,1%. Połowa populacji to Latynosi. 